# 前757年
| 千纪： | 前1千纪 |
| 世纪： | 前9世纪 \| 前8世纪 \| 前7世纪 |
| 年代： | 前780年代 \| 前770年代 \| 前760年代 \| 前750年代 \| 前740年代 \| 前730年代 \| 前720年代 |
| 年份： | 前762年 \| 前761年 \| 前760年 \| 前759年 \| 前758年 \| 前757年 \| 前756年 \| 前755年 \| 前754年 \| 前753年 \| 前752年                                                                                      |
| 纪年： | 甲申年（猴年）；周平王十四年；周攜王十四年；魯惠公十二年；齊莊公三十八年；晉文侯二十四年；秦文公九年；楚霄敖元年；宋武公九年；衛莊公元年；陳平公二十一年；蔡戴侯三年；曹繆公三年；鄭武公十四年；燕鄭侯八年 |

## 出生
- 鄭莊公，鄭國人。[1]

## 逝世
- 曹繆公，曹國國君。[2]